# Syarinus obscurus
Espèce
Synonymes
- Ideoroncus obscurus Banks, 1893

Syarinus obscurus est une espèce de pseudoscorpions de la famille des Syarinidae.

## Distribution
Cette espèce se rencontre aux États-Unis au Washington, en Californie, au Nouveau-Mexique, en Utah, au Wyoming et au Montana et au Canada au Saskatchewan, en Colombie-Britannique et au Yukon.

## Description
L'holotype mesure 3,2 mm.

## Systématique et taxinomie
Cette espèce a été décrite sous le protonyme Ideoroncus obscurus par Banks en 1893. Elle est placée dans le genre Syarinus par Chamberlin en 1925.

## Publication originale
- Banks, 1893 : New Chernetidae from the United States. Canadian Entomologist, vol. 25, p. 64-67 (texte intégral).